# Sinop
Sinop (iz hetitskega Sinuwa, grško starogrško Σινώπη: Sinópe) je mesto na polotoku Sinop (turško İnceburun), ki je najbolj severna točka na turški obali Črnega morja v nekdanji pokrajini Paflagoniji. Mesto ima 47.000 prebivalcev (2008) in je glavno mesto province Sinop.

## Zgodovina
Na polotoku Sinop so imeli že Hetiti pristanišče, ki so ga imenovali Sinuwa. Na istem mestu so Grki iz Mileta v 7. stoletju pr. n. št. ustanovili kolonijo Sinope, ki jo omenjajo Ksenofont v svoji Anabasis, Diodorij Sikul in Strabon. Sinop je bil pomembno črnomorsko pristanišče in izhodišče karavanskih poti, ki so vodile proti dolini zgornjega Evfrata (Herodot). Mesto je kovalo svoj denar, ustanavljalo kolonije in dalo ime arzenovi rudi (auripigment in realgar), ki so jo kopali v Kapadokiji. Imenovali so jo »sinopska rdeča zemlja« (Miltos Sinôpikê) ali preprosto sinople in so jo uporabljali kot barvilo.
Mesto se je vse do 4. stoletja pr. n. št. izmikalo perzijski nadvladi. Leta 183 pr. n. št. ga je osvojil  Farnak I. in ga izbral za glavno mesto Pontskega kraljestva. Leta 70 pr. n. št. je mesto v imenu Rimskega cesarstva zasedel Lukul, leta 47 pr. n. št. pa je Julij Cezar tam ustanovil rimsko kolonijo Julia Felix.
Po razpadu Rimskega cesarstva je mesto pripadlo Vzhodnemu, se pravi Bizantinskemu cesarstvu, po padcu Bizanca v četrti križarski vojni leta 1204 pa Trapezundskemu cesarstvu, dokler ga leta 1214 niso osvojili Turki Seldžuki. Po letu 1261 je bil Sinop sedež dveh zaporednih neodvisnih emiratov, Pervâne in Candaroğlu, ki sta nastala po padcu Seldžukov. Leta 1458 so mesto zasedli otomanski Turki. 
Na začetku krimske vojne je bila novembra 1853 pri Sinopu znana pomorska bitka, v kateri so Rusi pod poveljstvom admirala Nahimova uničili oddelek turških fregat in tri korvete. Poraz je bil povod za britansko in francosko vojno napoved Ruskemu imperiju.

## Slavni meščani
- Mitradat  Eupator
- Diogen iz Sinope
- Difil, pesnik in igralec nove grške attic komedije
- Baton, zgodovinar in krščanski heretik iz 2. stoletja
- Marcion

## Zanimivosti
- Sinop je najbolj oddaljen Jupitrov satelit.
- Sinop je ime kraterja na Marsu.